# とまこまいスケートまつり
とまこまいスケートまつりは、北海道苫小牧市中央公園などで毎年2月上旬に開催される祭り。第1回開催は1967年で、2019年開催分で第53回を記録した。

## 概要
第1回は王子スポーツセンター（後の王子製紙スケートセンター）と王子球場（現・グランドホテルニュー王子）横の広場で開催され、第2回から第37回は苫小牧市ハイランドスポーツセンターで開催された。第38回より中央公園を中心に開催されており、ステージイベント、雪像コンテストなどのほか、雪で作られた大規模なすべり台などのアトラクションが設営される。飲食では、加工したドラム缶を焼台にしたジンギスカン料理である「しばれ焼き」が名物となっている。

## 協賛大会・イベント
2019年には、スケートまつりの開催時に第49回道新杯争奪小学生アイスホッケー大会、第7回北海道アイスホッケー連盟会長杯争奪道南地区中学生新人アイスホッケー大会、第52回南北海道高校新人アイスホッケー大会、第44回苫小牧民報杯中学生スプリント選手権大会などが開催された。また、会場となった白鳥王子アイスアリーナ、苫小牧市ときわスケートセンター、沼ノ端アイスアリーナは競技開催以外の時間帯に無料開放された。